# Ernst von Schöning
Ernst Emanuel Sigismund von Schöning (* 16. März 1743 in Lübtow; † 2. August 1823 in Königsberg) war ein preußischer Offizier, zuletzt Generalleutnant.

## Leben

### Herkunft

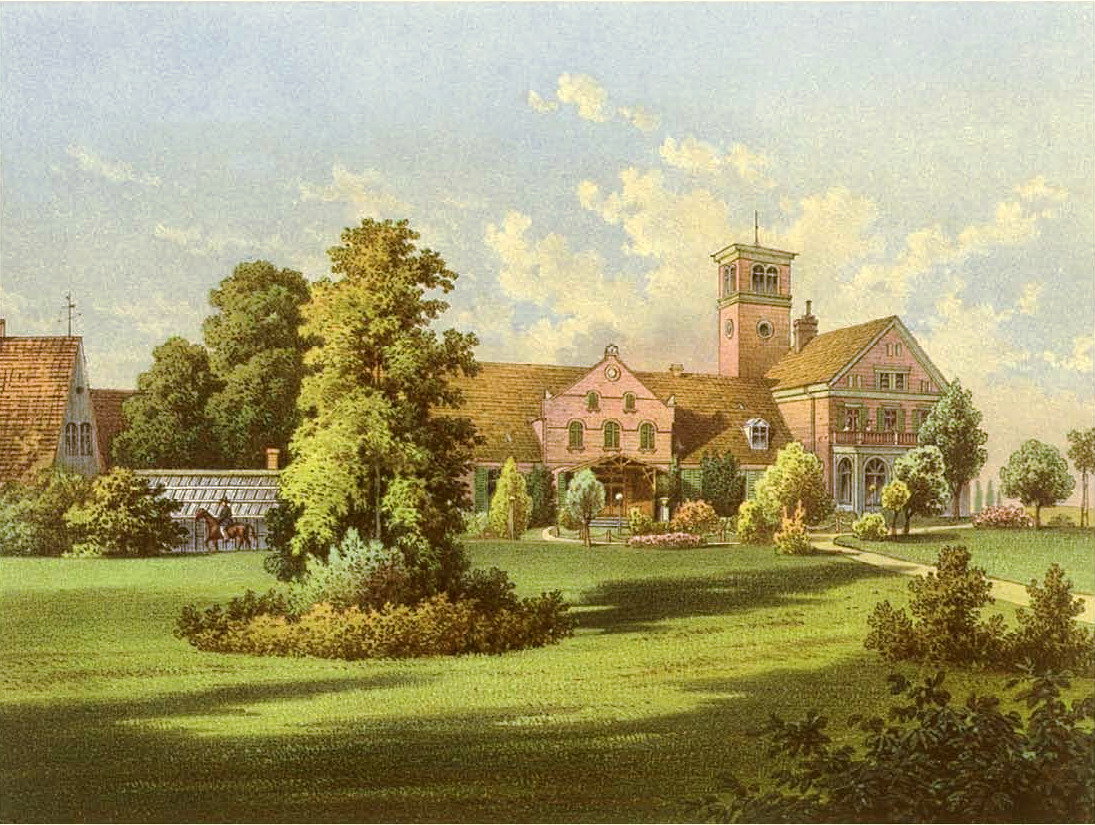
Rittergut Lübtow um 1860, Sammlung Alexander Duncker

Er stammte aus der pommerschen uradligen Familie von Schöning und war der Sohn von Wilhelm Richard von Schöning (* 1709; † 1781), preußischer Landrat des Kreises Soldin, und dessen Ehefrau Eleonore Sophie, geborene von Papstein aus dem Hause Mansfelde († 1784).

### Militärlaufbahn
Schöning wurde 1758 als Gefreiterkorporal im Infanterieregiment „von Kanitz“ Nr. 2 der Preußischen Armee angestellt. Mit dem Regiment beteiligte er sich während des Feldzuges 1758/63 an den Kämpfen bei Zorndorf, Kay und Kunersdorf und wurde zwischenzeitlich am 13. September 1759 Fähnrich sowie am 2. Juni 1762 Sekondeleutnant.
Im weiteren Verlauf seiner Militärkarriere wurde Schöning am 29. Dezember 1776 schließlich Kapitän und Kompaniechef in seinem Regiment. Als solcher nahm er 1778/79 am Bayerischen Erbfolgekrieg teil, ohne das Schöning jedoch an Kampfhandlungen beteiligt war. Am 2. Februar 1784 folgte seine Beförderung zum Major und als solcher nach zwei Jahren die Ernennung zum Bataillonskommandeur. Kurz nach seiner Beförderung zum Oberstleutnant am 20. Mai 1791 erhielt er das Kommando über das Grenadierbataillon und wurde am 8. Juni 1792 Kommandeur des Infanterieregiments „Holstein-Beck“ Nr. 11. Als Oberst (seit 9. Februar 1793) nahm er 1794/95 am Feldzug in Polen teil. Hier war er während des Gefechts bei Piontky maßgeblich an der Gefangennahme des polnischen Generals Grabowsky sowie von 4000 feindlichen Soldaten beteiligt. Für diese Leistung verlieh ihm Friedrich Wilhelm II. am 8. November 1794 den Orden Pour le Mérite.
Am 6. März 1798 ernannte ihn der König zum Chef des Infanterieregiments Nr. 11 und beförderte Schöning am 9. Juni 1798 zum Generalmajor. Aufgrund seines schlechten Gesundheitszustands erhielt er schließlich unter Verleihung des Charakters als Generalleutnant am 23. Oktober 1806 seinen Abschied. 

### Familie
Schöning heiratete am 28. September 1774 in Königsberg Eleonore Anna Katharine Sophie von Hirsch (* 4. November 1753; † 25. April 1801 in Königsberg), eine Tochter des Oberstleutnants Otto Friedrich von Hirsch (1700–1780) und der Eleonore von Geßler (1722–1801), Tochter von Friedrich Leopold von Geßler. Aus der Ehe gingen folgende Kinder hervor:
- Eleonore Sophie Amalie (* 8. Februar 1776 in Königsberg)

⚭ 08.02.1794 in Königsberg Stanislaus Franz von Korff, preußischer Oberst und Kommandeur des Infanterie-Regiments Nr. 2
⚭ 11.12.1803 in Königsberg Erhard Friedrich Otto Albrecht von der Goltz (* 8. April 1776; † 4. April 1844) Erbherr auf Mertensdorf und Sortlack (bei Friedland)
- Joachim Moritz (* 1. Januar 1778 in Königsberg i. Pr.), preußischer Leutnant, zuletzt im Infanterie-Regiment Nr. 11, 1805 dimittiert

Nach dem Tod seiner ersten Frau heiratete Schöning am 18. November 1805 in Königsberg Katharina Charlotte Albertine von Braxein (* 31. Juli 1757 in Tharau; † 28. Juli 1825 in Königsberg), die Tochter des verstorbenen königlich-preußischen Etats- und Kriegsministers Fabian Abraham von Braxein. Diese Ehe blieb kinderlos.